# Teofrasto
Teofrasto (em grego:  Θεόφραστος; Eresos, 372 a.C. – 287 a.C.) foi um filósofo da Grécia Antiga, sucessor de Aristóteles na escola peripatética. Era oriundo de Eressos, em Lesbos, seu nome original era Tirtamo, mas ficou conhecido pela alcunha de 'Teofrasto', que lhe foi dada por Aristóteles, segundo se diz, para indicar as qualidades de orador.
Depois de ter recebido uma primeira introdução à filosofia em Lesbos, de parte de um Leucipo ou Alcipo, foi para Atenas e conseguiu integrar-se como membro do círculo platónico. Depois da morte de Platão, ligou-se a Aristóteles e provavelmente acompanhou-o a Estagira: a amizade íntima de Teofrasto com Calístenes, o aluno e companheiro de Alexandre Magno, a menção no testamento a uma quinta em Estagira e os repetidos apontamentos sobre a cidade e os museus na História das Plantas são fatos que levam a esta conclusão.
Aristóteles, no testamento, nomeou-o como tutor dos filhos, legando-lhe a biblioteca e os originais dos trabalhos e designando-o como sucessor no Liceu, quando se mudou para Calcis. Eudemo de Rodes também alude a esta situação e diz-se que Aristóxeno ficou ressentido com esta decisão de Aristóteles.

## Liceu
Teofrasto presidiu à escola peripatética durante trinta e cinco anos e morreu em 287 a.C.. Sob a direcção, a escola floresceu admiravelmente — chegando a ter em torno de 2 000 estudantes — e quando Aristóteles morreu, Teofrastos adquiriu um jardim próprio, com a ajuda de seu amigo íntimo Demétrio de Faleros.
Menandro, o poeta cômico, foi um dos alunos. A popularidade manifestou-se no respeito que lhe tinham Filipe II da Macedónia, Cassandro e Ptolomeu I e pela improcedência de uma acusação de irreligiosidade que fora interposta contra ele. Foi honrado com um funeral público, e "a totalidade da população de Atenas honrou-o grandemente, seguindo o cortejo até à sepultura", segundo relata Diógenes Laércio.
Pelas listas dos antigos se conclui que as atividades se estenderam a todos os campos do conhecimento contemporâneo. Os escritos diferem provavelmente pouco do tratamento aristotélico dos mesmos temas, embora com detalhes suplementares. Influenciou o tempo como um grande divulgador da ciência. Os escritos mais importantes são dois volumosos tratados botânicos:
Historia plantarum [História das plantas], em nove livros (originalmente dez);
De causis plantarum [Sobre as causas das plantas], em seis livros (originalmente oito).
Estes tratados constituem a mais importante contribuição à ciência botânica de toda a antiguidade até ao Renascimento.
Também nos chegaram fragmentos de outra parte da obra, como uma História da física, um tratado Sobre as pedras, um trabalho Sobre as sensações [De sensibus] e um sobre Metafísica Airoptai, que provavelmente era parte de um tratado sistemático. Alguns fragmentos científicos menores foram compilados nas edições de J. G. Schneider (1818-21) e F. Wimmer (1842-62) e na edição de bolso Analecta Theophrastea.

A obra O carácter merece uma menção à parte. O trabalho consiste num panorama breve, vigoroso e mordaz dos tipos morais, que contém uma valiosa descrição da vida da época. Trata-se, definitivamente, da primeira tentativa de escrever uma sistematização dos escritos de uma sistemática do carácter. O livro foi considerado por alguns especialistas como um trabalho independente; outros inclinam-se para o ponto de vista de que Teofrasto só terá escrito um rascunho, que foi recompilado e editado depois da morte; outros são da opinião que O carácter fazia parte de um trabalho sistemático mais amplo; mas o estilo do livro contradiz esta opinião. Teofrasto teve muitos imitadores nesta maneira de escrever, notavelmente Hall (1608), Sir Thomas Overbury (1614-16), o bispo John Earle (1628) e Jean de La Bruyère (1688), que chegou a traduzir O carácter.

Historia plantarum, 1549

Diógenes Laércio cita entre as frases de Teofrasto esta: "Se és ignorante, comportas-te prudentemente, mas se tens educação, comporta-te estultamente". Também cita que aos discípulos, que lhe perguntaram qual era a sua última mensagem, respondeu antes de morrer: 
"Nada tenho a declarar em particular, a não ser que, como a vida demonstra, muitos prazeres são mera aparência. Com efeito, mal começamos a viver e logo morremos. Nada é mais nocivo que a ambição desmedida. Desejo-vos boa sorte, e renunciai à minha doutrina, que custa muitas fadigas, ou dedicai-vos a ela denodadamente, porquanto a glória é grande. A vida proporciona mais decepções que vantagens. Mas, agora que já não é possível deliberarmos sobre a conduta reta, escolheis vós mesmos o que deveis fazer".

## Referência aos judeus
Em um dos fragmentos da obra de Teofrasto, De Pietate (Perì Eusebeías), encontramos a seguinte referência aos judeus, que ele entende constituírem uma parte do povo sírio:
"Os sírios, de quem os judeus constituem uma parte, até hoje sacrificam vítimas vivas, segundo o seu antigo modo de sacrificar; se alguém nos mandasse sacrificar do mesmo modo, nós nos recusaríamos. Pois eles não comem as vítimas, mas queimam-nas totalmente de noite e, derramando sobre elas mel e vinho, eles rapidamente destroem a oferenda, para que o sol que tudo vê não possa olhar para a coisa terrível. E eles fazem isto jejuando em dias intercalados. Durante todo o tempo, sendo filósofos por raça, eles conversam entre si sobre a divindade e à noite eles observam as estrelas, contemplando-as e rezando para Deus. Eles foram os primeiros a instituir sacrifícios de seres vivos e de si mesmos; mas eles fazem isso por necessidade e não porque gostam".
Plantas, animais e mesmo seres humanos eram oferecidos à divindades, como Moloque, um deus dos povos cananeus, quando se desviavam da adoração do Deus YHWH (Javé ou Jeová).

## Obras
Segundo Diógenes Laércio, algumas de suas obras foram:
- Primeiros Analíticos, em três livros;
- Analíticos Posteriores, em sete livros;
- Da Análise dos Silogismos, em um livro;
- Epítome dos Analíticos, em um livro;
- Deduções Lógicas, em dois livros;
- Discussões sobre a Teoria dos Argumentos Erísticos;
- Da sensação, em um livro;
- Dos escritos de Anaxágoras, em um livro;
- Dos escritos de Anaxímenes, em um livro;
- Dos escritos de Arquelaos, em um livro;
- Do Sal, do Salitre e do Alume, em um livro;
- Da Petrificação, em dois livros;
- Das Linhas Indivisíveis, em um livro;
- Lições, em dois livros;
- Dos Ventos, em um livro;
- Diferenças das Formas de Excelência, em um livro;
- Da Realeza, em um livro;
- Da Educação dos Reis, em um livro;
- Dos Modos de Vida, em três livros;
- Da Velhice, em um livro;
- Da Astronomia de Demócrito, em um livro;
- Meteorologia, em um livro;
- Das Imagens Visuais, em um livro;
- Dos Sabores, das Cores e das Carnes, em um livro;
- Da Ordem Cósmica, em um livro;
- Dos Homens, em um livro;
- Coleção das Sentenças de Diógenes, em um livro;
- Definições, em três livros;
- Do Amor, em um livro;
- Da Felicidade. em um livro;
- Das Espécies ou Formas, em dois livros;
- Da Epilepsia, em um livro;
- Do Entusiasmo, em um livro;
- Sobre Empédocles, em um livro;
- Argumentações Dialéticas, em dezoito livros;
- Objeções, em três livros;
- Do Voluntário, em um livro;
- Epítome da República de Platão, em dois livros;
- Da Diversidade dos Sons Emitidos por Animais da mesma Espécie, em um livro;
- Do que Aparece em Massa Compacta, em um livro;
- Dos Animais que Mordem ou Chifram, em um livro;
- Dos Animais considerados Invejosos, em um livro;
- Dos Animais que Permanecem em Terra Seca, em um livro;
- Dos Animais que Mudam de Cor, em um livro;
- Dos Animais que Vivem em Esconderijos, em um livro;
- Dos Animais, em sete livros;
- Do Prazer segundo Aristóteles, em um livro;
- Do Prazer, em um livro;
- Teses, em vinte e quatro livros;
- Do Calor e do Frio, em um livro;
- Da Vertigem e do Desmaio, em um livro;
- Dos Suores, em um livro;
- Da Afirmação e da Negação, em um livro;
- Calistenes ou Do Pranto, em um livro;
- Das Fadigas, em um livro;
- Do Movimento, em três livros;
- Das Pedras, em um livro;
- Das Pestilências, em um livro;
- Do Desfalecimento, em um livro;
- Megárico, em um livro;
- Da Melancolia, em um livro;
- Das Minas, em dois livros;
- Do Mel, em um livro;
- Compêndio das Doutrinas de Metrodoro, em um livro;
- Dos Fenômenos Atmosféricos, em dois livros;
- Da Embriaguez, em um livro;
- Leis, em Ordem Alfabética, em vinte e dois livros;
- Epítome das Leis, em dez livros;
- Das Definições, em um livro;
- Dos Odores, em um livro;
- Do Vinho e do Azeite, em um livro;
- As Primeiras Premissas, em dezoito livros;
- Dos Legisladores, em três livros;
- Da Política, em seis livros;
- Da Política Adaptada às Circunstâncias, em quatro livros;
- Dos Costumes Políticos, em quatro livros;
- Da Melhor Constituição, em um livro;
- Coleção de Problemas, em cinco livros;
- Dos Provérbios, em um livro;
- Da Coagulação e da Liquefação, em um livro;
- Do Fogo, em dois livros;
- Dos Ventos, em um livro;
- Da Paralisia, em um livro;
- Da Asfixia, em um livro;
- Das Desordens Mentais, em um livro;
- Das Paixões, em um livro;
- Dos Sintomas, em um livro;
- Sofismas, em dois livros;
- Soluções de Silogismos, em um livro;
- Tópicos, em dois livros;
- Da Punição, em dois livros;
- Dos Cabelos, em um livro;
- Da Tirania, em dois livros;
- Da Água, em três livros;
- Do Sono e dos Sonhos, em um livro;
- Da Amizade, em três livros;
- Da Ambição, em três livros;
- Da Natureza, em três livros;
- Física, em dezoito livros;
- Epítome da Física, em dois livros;
- Contra os Filósofos Naturalistas, em um livro;
- Pesquisas Botânicas, em dez livros;
- Das Causas das Plantas, em oito livros;
- Dos Sucos, em cinco livros;
- Do falso Prazer, em um livro;
- Da Alma, uma tese;
- Das Provas Não-Científicas, em um livro;
- Teoria da Harmonia, em um livro;
- Da Excelência, em um livro;
- Aversões ou Contradições, em um livro;
- Da Negação, em um livro;
- Da Inteligência, em um livro;
- Do Ridículo, em um livro;
- Conversas Vespertinas, em dois livros;
- Divisões, em dois livros;
- Das Diferenças, em um livro;
- Dos Crimes, em um livro;
- Da Calúnia, em um livro;
- Do Louvor, em um livro;
- Da Experiência, em um livro;
- Cartas, em três livros;
- Dos Animais Gerados Espontaneamente, em um livro;
- Da Secreção, em um livro;
- Panegíricos aos Deuses, em um livro;
- Das Festas, em um livro;
- Da Boa Sorte, em um livro;
- Dos Entimemas, em um livro;
- Das Descobertas, em dois livros;
- Lições de Ética, em um livro;
- Caracteres Éticos, em um livro;
- Do Tumulto, em um livro;
- Da Pesquisa Histórica, em um livro;
- Da Apreciação dos Silogismos, em um livro;
- Da Adulação, em um livro;
- Do Mar, em um livro;
- A Cassandros, sobre a Realeza, em um livro;
- Da Comédia, em um livro;
- Do Estilo, em um livro;
- Coleção de Preposições, em um livro;
- Soluções, em um livro;
- Da Música, em três livros;
- Dos Metros, em um livro;
- Megaclés, em um livro;
- Das Leis, em um livro;
- Da Ilegalidade, em um livro;
- Compêndio da Doutrina de Xenocrates, em um livro;
- Da Conversação, em um livro;
- Do Juramento, em um livro;
- Preceitos Retóricos, em um livro;
- Da Riqueza, em um livro;
- Da Arte Poética, em um livro;
- Contra os Acadêmicos, em um livro;
- Exortação à Filosofia, em um livro;
- Da Erupção Vulcânica na Sicília, em um livro;
- Do Sofisma 'O Mentiroso', em três livros;
- Sobre Ésquilo, em um livro;
- Dos Discursos Forenses, em um livro.